# Spycraft (jeu de rôle)
Spycraft est un jeu de rôle d'espionnage moderne basé sur le d20 system, publié par Alderac Entertainment Group sous Open Game License (OGL). Une première édition a vu le jour en 2002, connue actuellement sous le nom de Classic Spycraft. Elle comprend le livre de base, agrémenté de nombreux suppléments parus dans les années suivantes. En août 2005, la seconde édition des règles fut publiée et de nombreux suppléments dédiés l'enrichissent encore actuellement.
En 2006, Alex Flagg, Scott Gearin et Patrick Kapera, les auteurs de Spycraft 2.0 (et également coauteurs de Spycraft 1.0) fondèrent leur propre compagnie sous le nom de Crafty Games. À l'origine, la société acquit la gamme de produits Spycraft d'AEG et se concentra exclusivement sur ce jeu de rôle. Récemment, elle s'est également lancée dans l'adaptation en jeu de rôle Mistborn, l'œuvre de Brandon Sanderson, et des Guerres du Miroir, l'œuvre de Frank Beddor.

## Système

### Spycraft 1.0
Spycraft 1.0 est basé sur le d20 system, mais apporte déjà son lot de modifications vouées à rendre le jeu plus adapté au genre qu'est l'espionnage moderne.

### Spycraft 2.0
Spycraft 2.0 continue dans la droite lignée de son prédécesseur et va plus loin encore dans les changements opérés. Le système de jeu est toujours publié sous licence OGL, mais plus sous la licence officielle du d20 system. De profonds changements ont été apportés par rapport à la première édition, mais essentiellement du point de vue du maître du jeu, ou Game Control (GC) en anglais. En particulier, la création d'une mission et des personnages non-joueurs (PNJ) a été grandement simplifiée.

## Mondes de campagne

### PourSpycraft 1.0
Quelques mondes de campagne ont été développés pour Spycraft 1.0. Le plus important et le plus suivi par AEG se nomme ShadowForce Archer (SFA). En plus de la nette composante d'espionnage, cet univers présente également des caractéristiques inhabituelles, puisque les psioniques et d'autres sources d'énergies mystiques sont réels et influencent profondément le jeu.
Publié en 2004 par Mythic Dream Studios, Dark Inheritance (DI) est un univers pour d20 Modern qui a finalement adopté lui aussi les règles de Spycraft 1.0. Post-apocalyptique et à forte consonance religieuse, il a été enrichi par de nombreux suppléments au cours de sa publication.

### PourSpycraft 2.0
World on Fire est le premier monde de campagne officiel pour Spycraft 2.0. Dans le plus pur genre de l'espionnage moderne, il décrit un monde très similaire au nôtre où la terreur règne en maître. Les organisations capables de jouer sur cette terreur permanente tiennent les rênes du monde et s'affrontent sur un gigantesque échiquier international. Le manuel de base est paru en décembre 2007 et d'autres suppléments pour cet univers sont prévus dans les années à venir.
10,000 Bullets est le second monde de campagne officiel pour Spycraft 2.0. Prévu à l'origine pour la Gen Con Indy 2007, sa sortie n'a depuis cessé d'être repoussée en raison des autres grands projets de Crafty Games et de son adaptation au système multi-genres Mastercraft. Il décrit un univers de crime noir où les joueurs auront l'occasion de se plonger dans le milieu de la police et des gangsters.

## Mastercraft
Le succès connu par la nouvelle édition de Spycraft et de ses nombreux suppléments ont amené Crafty Games à se lancer sur une adaptation des règles du jeu au genre médiéval-fantastique. Le projet, connu sous le nom de Fantasy Craft, a nécessité plus de deux ans de développement. Mais dans le souhait d'en faire une source de règles aussi générique et adaptable que possible, il a été refondu à mi-parcours sous le nom de Mastercraft. À l'image d'autres systèmes du même genre, les règles publiées sous le label Mastercraft devraient être utilisables pour la plupart des styles de jeu. Fantasy Craft est le premier jeu de rôle basé sur le système Mastercraft. Il est paru le 8 août 2009.

## Suppléments
Plus d'une quinzaine de suppléments existent d'ores et déjà pour Spycraft 2.0, la grande majorité se déclinant sous la forme de documents PDF de quelques pages. La plupart des scénarios écrits pour ce jeu sont gratuits et disponibles sur le site de l'éditeur.

## Stargate SG-1 RPG
Le système de Spycraft 1.0 a servi de base au développement du jeu de rôle inspiré de la série Stargate SG-1. Un certain nombre de changements qui y ont été apportés ont par la suite été incorporés aux règles de Spycraft 2.0, notamment la gestion de l'équipement.